# إسماعيل مسعود
معتمد الدولة ميرزا إسماعيل مسعود (بالفارسية: اسماعيل مسعود) (1887–1968 م) كان أميرًا فارسيًا من القاجاريين، وهو ابن مسعود ميرزا ظل السلطان وحفيد ناصر الدين شاه القاجاري.
تلقى تعليمه في المدرسة العسكرية الخاصة في سان سير في باريس والأكاديمية العسكرية الملكية ساند هيرست في لندن. عيّنه ملك بريطانيا والهند جورج السادس فارسًا قائدًا لوسام نجمة الهند [الإنجليزية]
 وعيّنه القيصر الروسي نقولا الثاني فارسًا لوسام العقاب الأبيض. عاد إلى إيران في عام 1916 م، وتُوفي عن عمر يناهز 81 عامًا في عام 1968 في أصفهان.
دُفن في مقبرة تخت بولاد.

## الأبناء
- بوران دوخ (1922–1993؛ تزوجَت من مصطفى سلطاني، وأنجبا طفلين: بهرام سلطاني وشالا سلطاني (مواليد 1942))
- آصفه (1923-1993؛ تزوجت من مرتضى سلطاني، وأنجبت أربعة أطفال: هوما، وهايدي، وبهمان، وميترا سلطاني)

## الأوسمة
- وسام فارس قائد من وسام نجمة الهند [الإنجليزية]
- الصليب الأكبر لوسام جوقة الشرف في فرنسا
- فارس وسام النسر الأبيض الروسي